# Nicolaus Hartmann (Architekt, 1838)

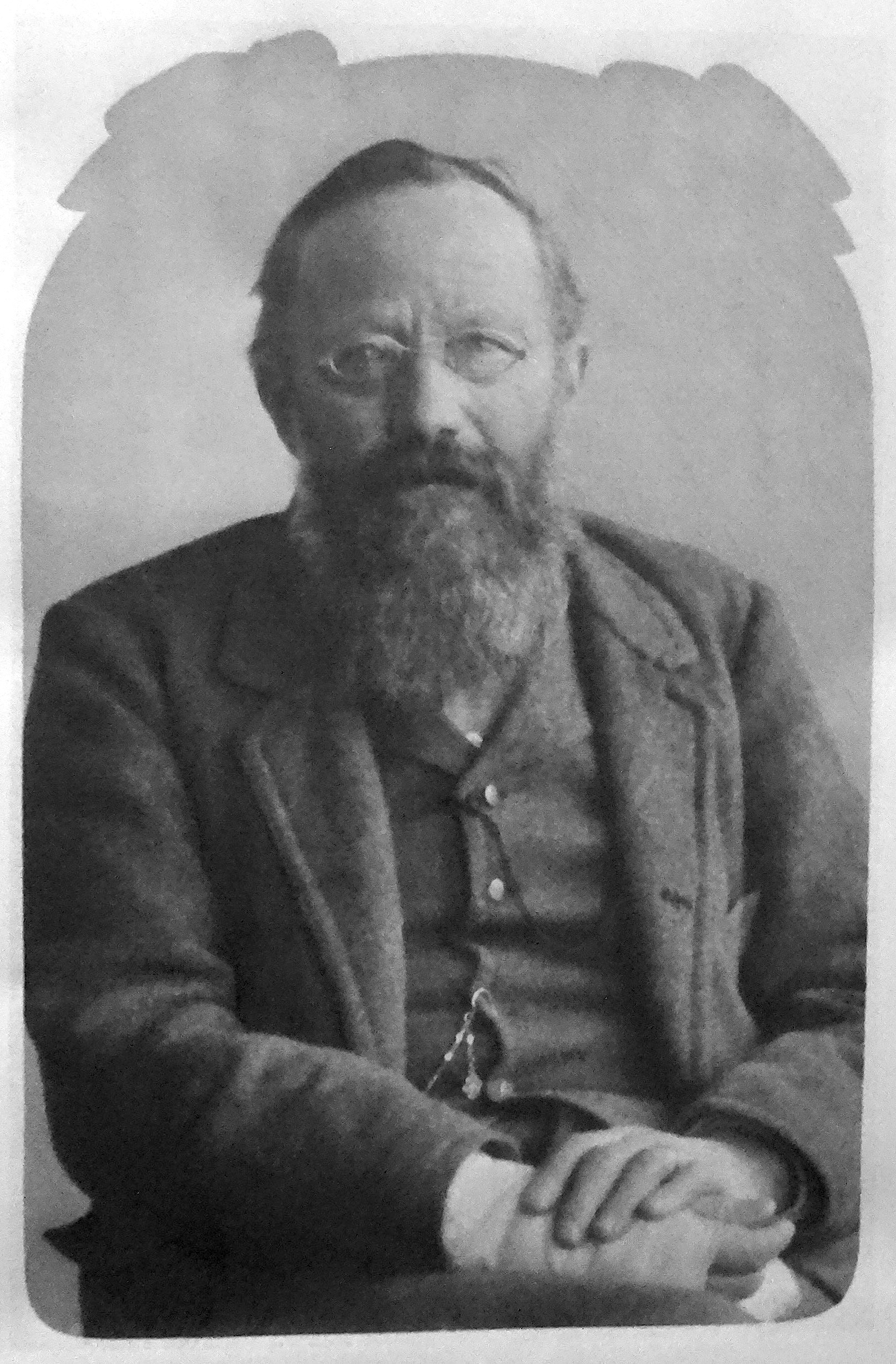
Nicolaus Hartmann II

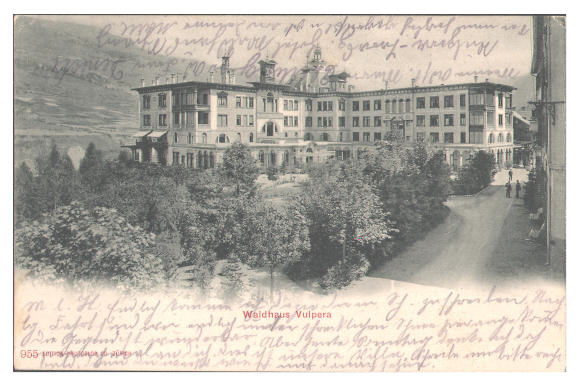
Hotel Waldhaus in Vulpera, Unterengadin, erbaut 1897

Nicolaus Hartmann (* 4. November 1838 in Chur; † 16. Juli 1903 in St. Moritz) war ein Schweizer Architekt.

## Leben
Hartmann erlernte in der Werkstatt seines Vaters das Maurer- und Schreinerhandwerk. Nach der Zeichenschule in Basel besuchte er dann die Baugewerkschule in Holzminden. Nach dem Dorfbrand von 1863 übernahm er die Wiederaufbauplanung des Prättigauer Dorfes Seewis. Ähnlich wie im zwei Jahre zuvor abgebrannten Glarus wurde hier das Dorf im Schachbrettmuster, mit breiten Strassen, geplant. 1866 war er Bauleiter des von Willem Jan Holsboer in Auftrag gegebenen Kurhauses von Davos. 1869 erhielt er den Auftrag, die Villa Planta in Samedan umzubauen, 1872 zog er ins Engadin, nach St Moritz. 1870 bis 1873 verantwortete er noch einmal eine Wiederaufbauplanung, diesmal des Engadiner Lavin. Von 1884 bis 1887 war Jacques Gros bei ihm beschäftigt.
Die hauptsächliche Bauaufgabe Hartmanns wurde dann während des aufkommenden Tourismus des Oberengadin der Hotelbau und die nötigen Infrastrukturen – er plante in den folgenden Jahrzehnten in St. Moritz eine Vielzahl von Privatvillen, die Erweiterung des Kronenhofs, die Grandhotels Victoria und Du Lac, die französische und katholische Kirche und ein Kasino.
Der Bau des Grandhotel Waldhaus im Unterengadin war auch stilgeschichtlich bedeutsam, unter anderem durch die Verwendung von Sgraffiti, einer Technik, die dann wenige Jahre später der Heimatstil wiederbelebte.
Sein Sohn Nicolaus (1880–1956) übernahm nach dem Tod des Vaters in jungem Alter das Büro, er wurde einer der wichtigen Architekten des Bündner Heimatstils.

## Werkauswahl
- Wiederaufbau Seewis, Ortsplanung, 1863
- Wiederaufbau Lavin, Ortsplanung, 1870–73
- Hotel Kronenhof, Erweiterung, Pontresina, 1876
- Hotel Victoria, St. Moritz, 1875
- Hotel Du Lac, St. Moritz, 1875
- Französische Kirche, St. Moritz, 1877
- Chesa Salis I, Umbau, Bever, 1882
- Villa Planta, Umbau, Bever, 1883
- Chesa Salis II, Umbau, Bever, 1886
- Katholische Kirche, St. Moritz, 1886
- Villa Story, St. Moritz, 1886
- Schulhaus, St. Moritz, 1886
- Hotel Kulm, Erweiterung, St. Moritz, 1887, 1900
- Hotel Waldhaus, Vulpera, 1897
- Kirchturm, Sent, 1899